# Verus (motorfiets)
Verus is een Brits historisch merk van motorfietsen.
De bedrijfsnaam was Verus: Alfred Wiseman Ltd., Birmingham (1919-1925).
Engels merk dat eigen 211- en 269 cc tweetakten en 246- tot 996 cc JAP- en Blackburne-motoren inbouwde. De machines met Blackburne-motor werden in Italië geïmporteerd en daar onder de naam Veros verkocht. Zie ook Sirrah en Weaver.